# 아시안 하이웨이 61호선

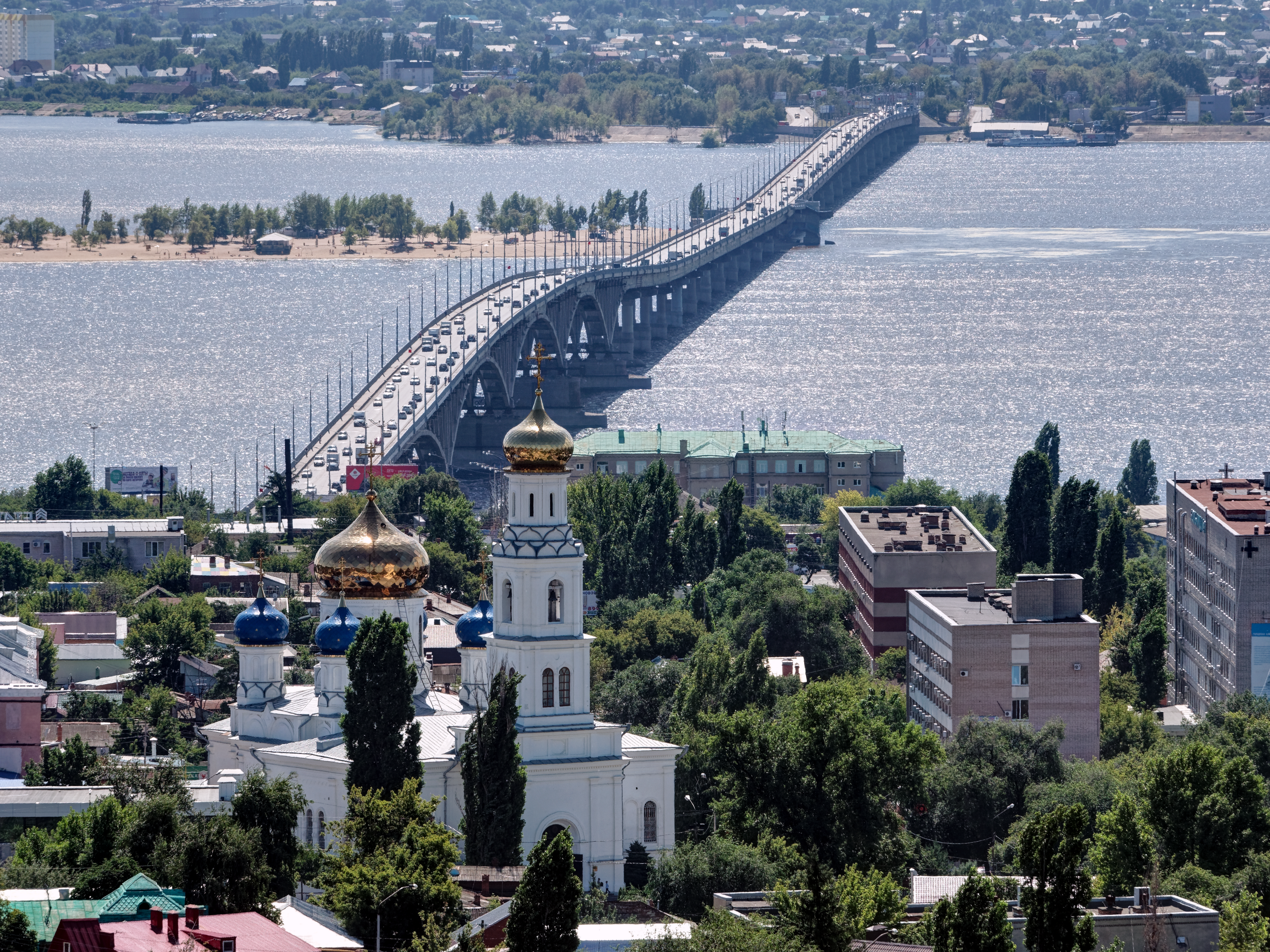
볼가강을 사이에 둔 사라토프 대교 전경.

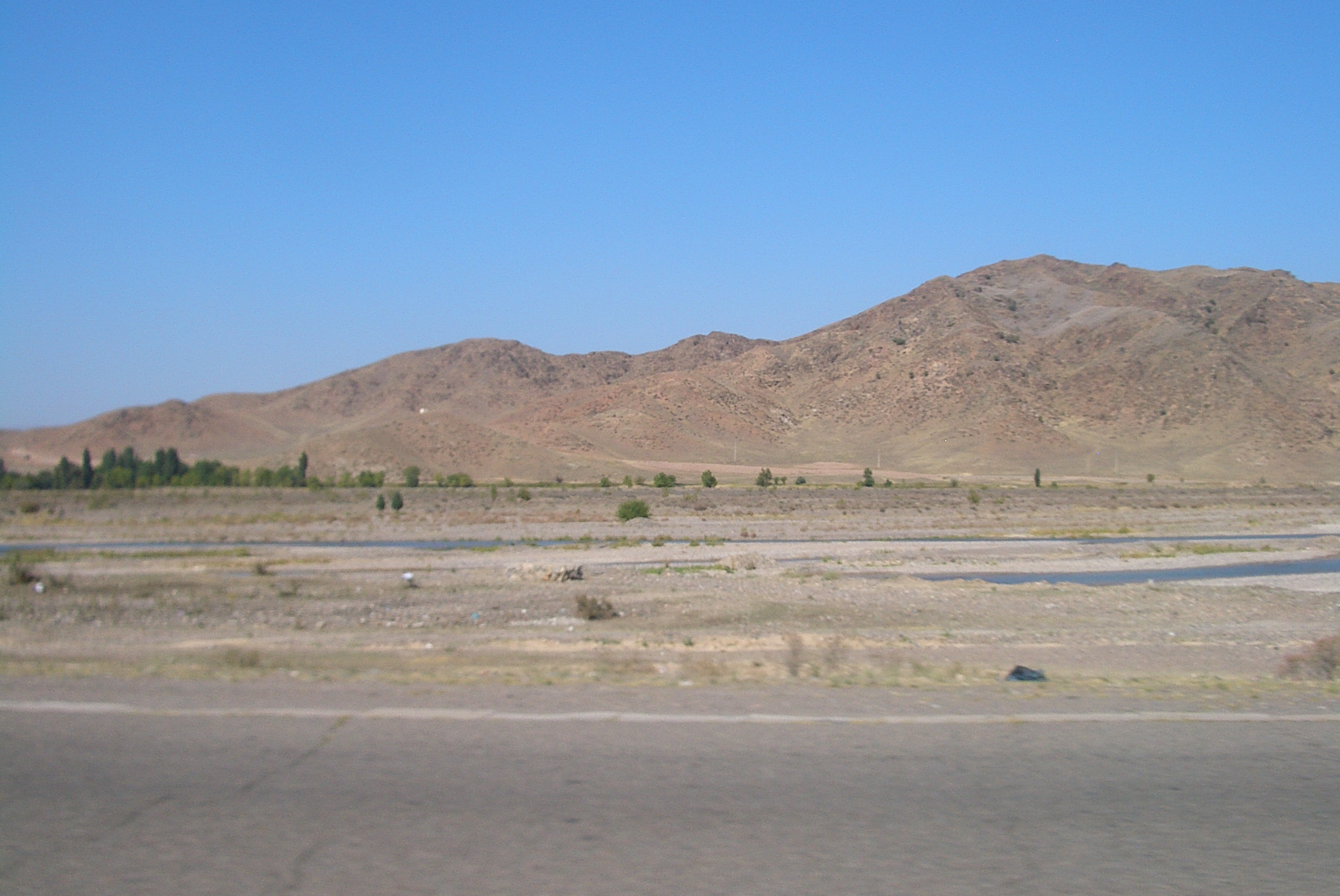
키르기스스탄의 추강을 지나가고 있는 아시안 하이웨이 61호선. 다만 주변의 언덕들은 대개 카자흐스탄에 위치하고 있는 특이한 지형을 가지고 있다.

아시안 하이웨이 61호선(AH61, )은 중화인민공화국 카스시에서 출발, 키르기스스탄과 카자흐스탄을 거쳐 러시아의 크루페츠까지 이어주는 총 연장 4,158 km의 거리를 가진 아시안 하이웨이 노선망이자 국제 간선 도로이다. 

## 주요 경유지

### 중국
중국은 총 구간 연장을 169 km로 설정된다.
- 카이 고속공로(중국어판) : 카슈가르시 (아시안 하이웨이 4호선과 접촉) - 우차현
- S212 성도 : 우차현 - 토루갓 국경검문소 - 토루갓 패스 - (키르기스스탄 방향)

### 키르기스스탄
키르기스스탄의 총 구간 연장은 539 km이다. 
- A365도로 : 토루갓 패스 - 나린 - 비슈케크(아시안 하이웨이 5호선과 합류 및 분기)
- M39도로 : 비슈케크 - 콜데이(영어판) (카자흐스탄 방향)

### 카자흐스탄
카자흐스탄의 총 구간 연장은 2,243 km이다.
- A2도로 : 콜데이(영어판) (아시안 하이웨이 5호선과 합류 및 분기) - 메르키(영어판) (아시안 하이웨이 5호선과 합류 및 분기, 아시안 하이웨이 7호선과 교차) - 심켄트 (아시안 하이웨이 5호선 및 아시안 하이웨이 62호선과 합류 및 분기)
- M32도로와 유럽 고속도로 38호선의 중복 구간 : 심켄트 - 투르키스탄 - 키질로르다 (아시안 하이웨이 62호선과 합류 및 분기) - 아랄 - 카라부타크(러시아어판) - 악퇴베 - 오랄 (아시안 하이웨이 63호선과 교차)
- A29도로와 유럽 고속도로 38호선의 중복 구간 : 오랄 - 타스칼라(영어판, 러시아어판) - (러시아 방향)

### 러시아
러시아의 총 구간 연장은 1,173 km이다.
- R236도로와 유럽 고속도로 38호선의 중복 구간 : 오진키(러시아어판, 영어판) - 사라토프 - 보리소글렙스크 (아시안 하이웨이 8호선과 교차) - 보로네시 - 쿠르스크 - 쿠르페츠(러시아어판) - (우크라이나 방면)

## 같이 보기
- 아시안 하이웨이 60호선
- 아시안 하이웨이